# Герман Бем (підводник)
Герман Бем (нім. Hermann Böhm; 24 грудня 1910, Гамбург — 21 квітня 1992) — німецький офіцер-підводник, оберлейтенант-цур-зее резерву крігсмаріне.

## Біографія
4 жовтня 1937 року вступив на флот. З 18 травня 1940 року — вахтовий офіцер на мисливці за підводними човнами UJ 125 12-ї флотилії мисливців за підводними човнами. З 30 липня 1940 року — командир форпостенботів Vp.1605 і Vp.1607, з жовтня 1940 року — Vp.1605 і Vp. 1604 16-ї флотилії форпостенботів. З 5 жовтня по 7 листопада 1942 року пройшов курс ППО. З 8 листопада 1942 року — командир Vp. 1604, потім — Vp. 1607. З 1 берещня по 4 вересня 1943 року пройшов курс підводника (З 4 липня по 1 серпня перебував в лазареті). З 5 вересня 1943 року — вахтовий офіцер на підводному човні U-1061. 4 жовтня 1943 року відправлений в кадровий резерв 6-ї флотилії. З 6 листопада 1943 року — 1-й вахтовий офіцер на U-758, на якому взяв участь в одному поході (16 грудня 1943 — 20 січня 1944). З 1 березня по 25 квітня 1944 року пройшов курс командира човна. З 26 квітня 1944 року — командир  мисливця за підводними човнами UJ T1. 11 жовтня 1944 року направлений на будівництво U-2341. З 21 жовтня 1944 року — командир U-2341. 5 травня 1945 року здався британським військам в Куксгафені. 28 лютого 1947 року звільнений.

## Звання
- Рекрут (4 жовтня 1937)
- Штурмансмат резерву (1 травня 1940)
- Штурман резерву (1 листопада 1940)
- Лейтенант-цур-зее резерву (1 грудня 1941)
- Оберлейтенант-цур-зее резерву (1 вересня 1943)

## Нагороди
- Нагрудний знак мінних тральщиків (28 листопада 1940)
- Залізний хрест
  - 2-го класу (5 грудня 1941)
  - 1-го класу (24 квітня 1942)